# Mohamud Muse Hersi
Mohamud «Adde» Muse Hersi (en somalí: Maxamuud Muuse Xirsi Cadde; 1 de julio de 1937-8 de febrero de 2017) fue un político somalí. Fue el presidente de Puntlandia entre el 8 de enero de 2005 y el 8 de enero de 2009. 
Anteriormente fue un soldado importante en el gobierno del general Siad Barre de Somalia, y luego se convirtió en gobernador local y estatal en la Somalía norteña antes de que estallara la guerra civil. El general Adde fue también un colaborador militar en China desde mediados de los años 1970 hasta principios de la década de 1980. Se retiró después de su exilio en China y se instaló en Canadá, donde vivió hasta ser elegido a finales de 2004. Su término de cinco años expiró a comienzos de 2009.